# Mike Bloomfield
Pour les articles homonymes, voir Bloomfield.
Mike Bloomfield, né le 28 juillet 1943 à Chicago et mort le 15 février 1981 à Chicago, est un guitariste, chanteur et compositeur américain.

## Biographie

### Origines
Né à Chicago le 28 juillet 1943,, Michael Bernard Bloomfield, de son vrai nom, découvre le blues, le rhythm and blues et le rockabilly sur les ondes des radios du Sud des É.-U.. Il reçoit sa première guitare lors de sa bar mitzvah, et commence à écouter du blues électrique dans les quartiers sud de Chicago. Il ne tarde pas à monter sur scène et à jouer avec d'autres musiciens.

### Carrière
En 1964, Mike Bloomfield est découvert, grâce à son travail en studio avec Bob Dylan sur l'album Highway 61 Revisited, par John H. Hammond, qui le fait signer pour CBS. Cependant, plusieurs enregistrements de 1964 ne sont pas publiés, le label ne sachant trop comment promouvoir un guitariste de blues blanc.
En 1965, il rejoint l'harmoniciste et compositeur Paul Butterfield, pour former un groupe de rock basé sur le son du blues électrique urbain de Chicago. Ils font sensation dans la communauté blues, et permettent au public blanc de découvrir une nouvelle facette du blues, notamment grâce à l'album East-West. Intimidé par l'écrasante présence de Paul Butterfield, Michael Bloomfield quitte le groupe pour former The Electric Flag, en 1967, avec le chanteur Nick Gravenites. The Electric Flag est censé se baser sur les innovations de East-West, et aller au-delà, notamment en y ajoutant un aspect soul (avec une section de cuivres). Le groupe sort l'album A Long Time Comin'  en 1968. Cependant, des désaccords entre les membres, un management à court terme et l'abus de cocaïne provoquent la fin précoce de The Electric Flag.
Bloomfield travaille également avec Al Kooper, sur l'album Super Session, en 1968. Cet album, basé sur les talents de Michael Bloomfield et de Stephen Stills, reçoit d'excellentes critiques et devient l'album de Mike Bloomfield le plus vendu. Le succès de Super Session débouche sur The Live Adventures of Mike Bloomfield and Al Kooper, un album live enregistré au Fillmore West, à San Francisco, en 1968.
Au cours des années 1970, Michael Bloomfield enregistre sur plusieurs petits labels (dont Takoma Records). Il joue avec d'autres groupes autour de San Francisco. Sa carrière est derrière lui d'un point de vue purement commercial, mais son talent de compositeur est toujours intact (cf. les œuvres de ses dernières années).
Il a utilisé des guitares Fender (notamment Telecaster), mais il est le plus souvent associé à la Gibson Les Paul, qui le rend célèbre avec Electric Flag et sur Super Session.

### Mort et hommage
Le 15 février 1981, Michael Bloomfield est retrouvé mort dans sa propre voiture à San Francisco, un flacon de Valium vide à ses côtés. La cause de la mort n'a cependant pas pu être déterminée du fait de l'absence de drogue dans son système sanguin.
Il est inhumé au Hillside Memorial Park, à Los Angeles.
Il a été classé 22e dans le classement des 100 plus grands guitaristes de tous les temps publié par le magazine Rolling Stone.

## Discographie partielle
- The Original Lost Elektra Sessions - The Paul Butterfield Blues Band (1964)
- The Paul Butterfield Blues Band - The Paul Butterfield Blues Band (1965)
- Highway 61 Revisited - Bob Dylan (1965)
- East-West - The Paul Butterfield Blues Band (1966)
- A Long Time Comin' - The Electric Flag (1968)
- Super Session - Bloomfield, Kooper and Stills (1968)
- The Live Adventures of Mike Bloomfield and Al Kooper - Mike Bloomfield & Al Kooper (1969)
- Fillmore East: The Lost Concert Tapes 12/13/68 - Mike Bloomfield & Al Kooper (1968, sorti en 2003)
- Live at Bill Graham's Fillmore West - Mike Bloomfield (1969)
- My Labors - Nick Gravenites (1969)
- Triumvirate - Mike Bloomfield, John Paul Hammond, Dr. John  (1973)
- If You Love These Blues, Play 'Em As You Please - Mike Bloomfield  (1976)
- Bande originale du film Bad (1977)
- Live at the Old Waldorf (1977, sorti en 1998)
- Analine  (1977)
- Mike Bloomfield (1978)
- Between the Hard Place and the Ground (1979)
- Cruisin' for a Bruisin' (1980)
- A True Soul Brother, compilation de 2 disques : If You Love These Blues, Play 'em as You Please et  M. B. / Woody Harris.
- Don't Say I Ain't Your Man compilation des années 1964 à 1969, avec des inédits du P.B.B.B.